# Radian

När vinkeln α är 1 radian, har sträckan b samma längd som radien r.

En radian (rad) är den härledda SI-enheten för vinklar, där en radian är den vinkel som resulterar i att cirkelbågen och radien har samma längd. Radianer är vanliga i vetenskapliga och tekniska sammanhang eftersom det är ett matematiskt mera naturligt mått än de artificiella graderna, som är vanligast i vardagliga sammanhang.

## Definition
En vinkels mått i radianer är definierad som den sträcka utmed enhetscirkelns rand som spänns upp av vinkeln. Då enhetscirkelns omkrets är lika med π gånger diametern, och radien är hälften av diametern, så har en cirkel med radien 1 omkretsen 2π. Ett varv, 360 grader, motsvarar alltså 2π radianer. 
Milliradianer (mrad), tusendelar av radianer, förekommer som underenhet, och ligger nära den militära vinkelenheten streck.

## Konvertering
Konvertering mellan grader och radianer kan göras genom att använda följande formler:
{\displaystyle radianer=grader\cdot {\frac {\pi }{180}}} ; Annorlunda uttryckt, 1 rad ≈ 57,2958°.
{\displaystyle radianer=gon\cdot {\frac {\pi }{200}}}
{\displaystyle grader=radianer\cdot {\frac {180}{\pi }}}

### Härledning
Ett varv (2π radianer) blir alltså exakt 2000π  ≈ 6 283,1853 mrad. Av praktiska skäl definierades i Sverige tidigare ett varv som 6300 streck i stället för det exakta värdet 2000π mrad. Numera använder man av NATOs 6400 mils (uttalas "mills") per varv, för att få ett tal som i likhet med gon eller nygrader är lätt delbart med 4. I Finland och före detta Sovjetunionen avrundar man till 6000 streck per varv.
Ett streck blir då rätt så precis 1 meter på 1 kilometers avstånd.